# He He Erxian

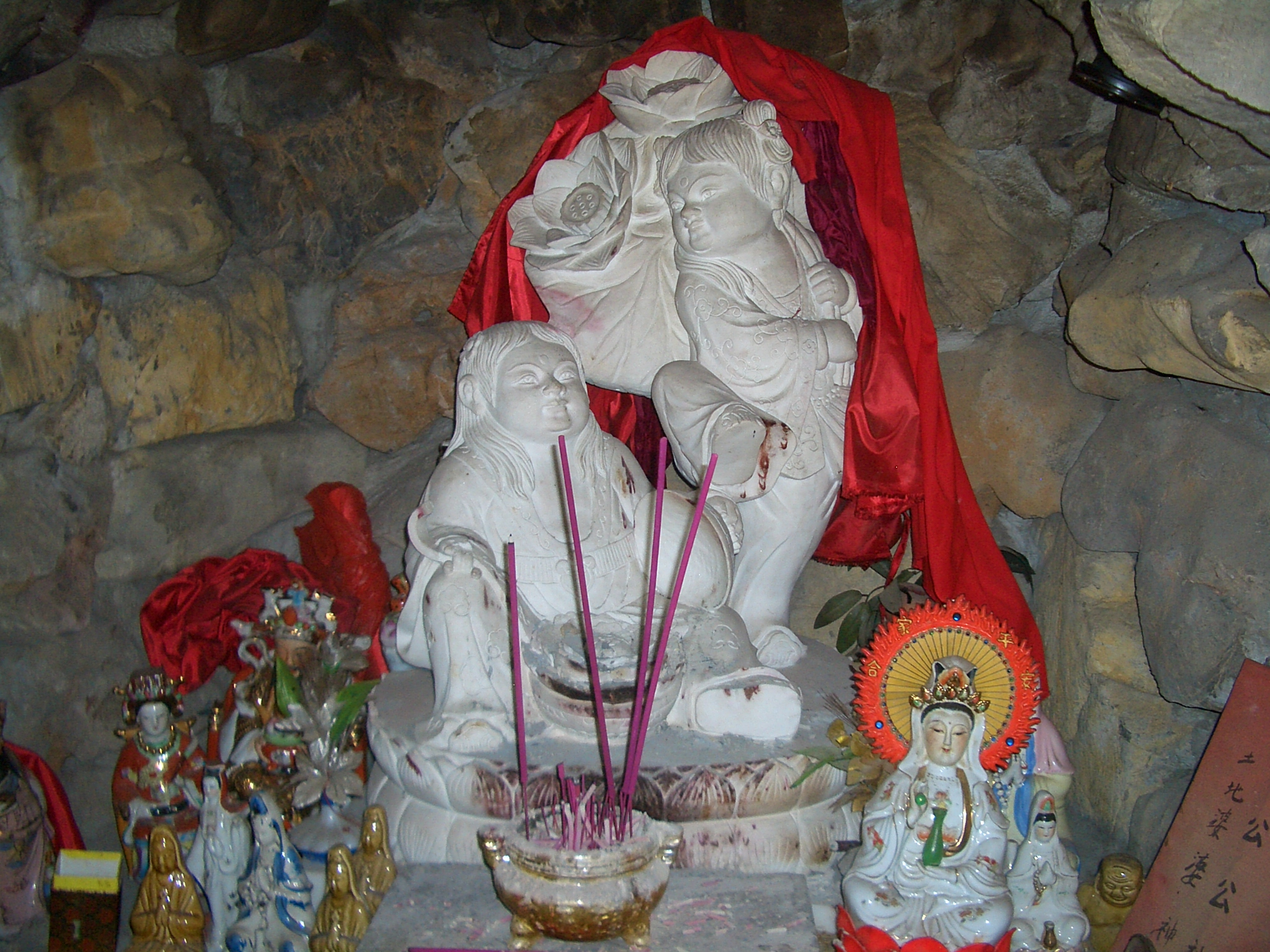
Figurka He He Erxian na ołtarzu w świątyni Changchun w Wuhanie

He He Erxian (chiń. 和合二仙; pinyin Hé Hé Èrxiān) – w wierzeniach chińskich bliźniacze bóstwa symbolizujące zgodę małżeńską i bogactwo. Czczeni także jako patroni kupców.
Imiona bogów oznaczają "bycie razem" (和) oraz "zgodę" (合). Najczęściej dopatruje się w nich postaci dwóch przyjaciół, poety Hanshana oraz jego nieodłącznego towarzysza Shide. Bóstwa przedstawiane są zawsze razem, jako młodzi mężczyźni z długimi włosami. Często jeden z nich trzyma lotos, a drugi miseczkę.